# 링 (체조)

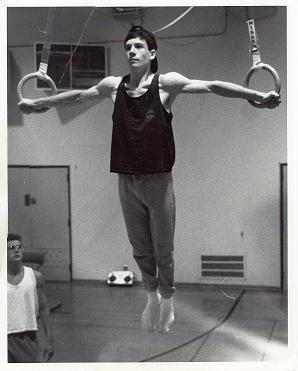
링

링(문화어: 고리운동, 륜; 영어: ring)은 체조 기구 중 하나이며, 그것을 사용한 종목의 명칭이다. 다른 종목에 비해 움직임은 적지만, 고정되지 않은 링에 양 팔로만 몸을 지탱하여 밸런스를 맞추며, 남자에서만 실시되는 가장 힘이 요구되는 종목이다.
지면에서 2.5m 높이의 대에 50cm 간격으로 로프에 매단 2개의 링을 잡고 흔들리지 않게 조절하면서 물구나무서기·공중돌기·버티기·오르기 등의 동작을 연기하는 남자 체조경기 종목이다.